# انتهرن

سنتز انتهرن

انتهرن (به انگلیسی: Anthrone) یک ترکیب شیمیایی با شناسه پاب‌کم 7018 است. شکل ظاهری این ترکیب، سوزن های سفید تا زرد روشن است.